# How a Horseshoe Upset a Happy Family
How a Horseshoe Upset a Happy Family è un cortometraggio muto del 1912 diretto da C. Jay Williams.

## Produzione
Il film fu prodotto dalla Edison Manufacturing Company.

## Distribuzione
Distribuito dalla General Film Company, il film - un cortometraggio di 144,75 metr - uscì nelle sale cinematografiche statunitensi il 28 dicembre 1912. Uscì anche nel Regno Unito il 22 marzo 1913.
Nelle proiezioni, veniva programmato con il sistema dello split reel, accorpato in un'unica bobina con un altro cortometraggio prodotto dalla Edison, la commedia He Swore Off Smoking.